# 伊恰河 (鄂木河支流)
伊恰河是俄羅斯的河流，屬於鄂木河的右支流，由新西伯利亞州負責管轄，河道全長136公里，流域面積1,980平方公里，發源自瓦休甘沼澤，河水主要來自融雪。